# Phyllophaga peninsularis
Phyllophaga peninsularis är en skalbaggsart som beskrevs av Saylor 1940. Phyllophaga peninsularis ingår i släktet Phyllophaga och familjen Melolonthidae. Inga underarter finns listade i Catalogue of Life.